# E-Prix de Berlín de 2015
El Berlín ePrix de 2015, oficialmente 2014-15 FIA Fórmula E FIA Berlín ePrix, fue una carrera de monoplazas eléctricos del campeonato de la FIA de Fórmula E disputada el 23 de mayo del 2015 en el Circuito del aeropuerto Berlín-Tempelhof en Berlín, Alemania. Fue la octava carrera en la historia de este campeonato de monoplazas eléctricos.

## Entrenamientos libres

### Primeros libres
| Pos. | Nº | Piloto                 | Equipo          | Tiempo   | Diferencia | Vueltas |
| ---- | -- | ---------------------- | --------------- | -------- | ---------- | ------- |
| 1    | 9  | Sébastien Buemi        | e.dams Renault  | 1:23.158 |            | 16      |
| 2    | 23 | Nick Heidfeld          | Venturi         | 1:24.731 | +1.573     | 18      |
| 3    | 3  | Jaime Alguersuari      | Virgin Racing   | 1:24.782 | +1.624     | 16      |
| 4    | 27 | Jean-Éric Vergne       | Andretti        | 1:24.870 | +1.712     | 17      |
| 5    | 7  | Jérôme d'Ambrosio      | Dragon Racing   | 1:25.017 | +1.859     | 17      |
| 6    | 66 | Daniel Abt             | Audi Sport ABT  | 1:25.021 | +1.863     | 19      |
| 7    | 28 | Scott Speed            | Andretti        | 1:25.105 | +1.947     | 16      |
| 8    | 6  | Loïc Duval             | Dragon Racing   | 1:25.123 | +1.965     | 18      |
| 9    | 30 | Stéphane Sarrazin      | Venturi         | 1:25.127 | +1.969     | 18      |
| 10   | 8  | Nicolas Prost          | e.dams Renault  | 1:25.135 | +1.977     | 19      |
| 11   | 11 | Lucas di Grassi        | Audi Sport ABT  | 1:25.183 | +2.025     | 18      |
| 12   | 18 | Vitantonio Liuzzi      | Trulli          | 1:25.269 | +2.111     | 15      |
| 13   | 99 | Nelson Piquet, Jr.     | China Racing    | 1:25.342 | +2.184     | 19      |
| 14   | 2  | Sam Bird               | Virgin Racing   | 1:25.370 | +2.212     | 19      |
| 15   | 88 | Charles Pic            | China Racing    | 1:25.442 | +2.284     | 19      |
| 16   | 55 | António Félix da Costa | Amlin Aguri     | 1:25.448 | +2.290     | 19      |
| 17   | 10 | Jarno Trulli           | Trulli          | 1:25.465 | +2.307     | 16      |
| 18   | 21 | Bruno Senna            | Mahindra Racing | 1:25.474 | +2.316     | 18      |
| 19   | 77 | Salvador Durán         | Amlin Aguri     | 1:25.648 | +2.490     | 18      |
| 20   | 5  | Karun Chandhok         | Mahindra Racing | 1:25.814 | +2.656     | 17      |

### Segundos libres
| Pos. | Nº | Piloto                 | Equipo          | Tiempo   | Diferencia | Vueltas |
| ---- | -- | ---------------------- | --------------- | -------- | ---------- | ------- |
| 1    | 11 | Lucas di Grassi        | Audi Sport ABT  | 1:22.032 |            | 11      |
| 2    | 8  | Nicolas Prost          | e.dams Renault  | 1:22.192 | +0.160     | 17      |
| 3    | 7  | Jérôme d'Ambrosio      | Dragon Racing   | 1:22.197 | +0.165     | 16      |
| 4    | 3  | Jaime Alguersuari      | Virgin Racing   | 1:22.255 | +0.223     | 15      |
| 5    | 27 | Jean-Éric Vergne       | Andretti        | 1:22.260 | +0.228     | 13      |
| 6    | 28 | Scott Speed            | Andretti        | 1:22.308 | +0.276     | 14      |
| 7    | 99 | Nelson Piquet, Jr.     | China Racing    | 1:22.416 | +0.384     | 16      |
| 8    | 9  | Sébastien Buemi        | e.dams Renault  | 1:22.452 | +0.420     | 16      |
| 9    | 55 | António Félix da Costa | Amlin Aguri     | 1:22.584 | +0.552     | 11      |
| 10   | 6  | Loïc Duval             | Dragon Racing   | 1:22.601 | +0.569     | 17      |
| 11   | 88 | Charles Pic            | China Racing    | 1:22.763 | +0.731     | 17      |
| 12   | 23 | Nick Heidfeld          | Venturi         | 1:22.820 | +0.788     | 11      |
| 13   | 2  | Sam Bird               | Virgin Racing   | 1:22.856 | +0.824     | 14      |
| 14   | 18 | Vitantonio Liuzzi      | Trulli          | 1:22.977 | +0.945     | 15      |
| 15   | 21 | Bruno Senna            | Mahindra Racing | 1:22.982 | +0.950     | 14      |
| 16   | 30 | Stéphane Sarrazin      | Venturi         | 1:23.315 | +1.283     | 15      |
| 17   | 5  | Karun Chandhok         | Mahindra Racing | 1:23.342 | +1.310     | 18      |
| 18   | 77 | Salvador Durán         | Amlin Aguri     | 1:23.452 | +1.420     | 15      |
| 19   | 10 | Jarno Trulli           | Trulli          | 1:23.882 | +1.850     | 15      |
| 20   | 66 | Daniel Abt             | Audi Sport ABT  | 1:24.773 | +2.741     | 14      |

## Clasificación

### Resultados
| Pos. | Nº | Piloto                 | Equipo          | Tiempo   | Diferencia | P. |
| ---- | -- | ---------------------- | --------------- | -------- | ---------- | -- |
| 1    | 10 | Jarno Trulli           | Trulli          | 1:21.547 |            | 1  |
| 2    | 11 | Lucas di Grassi        | Audi Sport ABT  | 1:21.623 | +0.076     | 2  |
| 3    | 9  | Sébastien Buemi        | e.dams Renault  | 1:21.685 | +0.138     | 3  |
| 4    | 23 | Nick Heidfeld          | Venturi         | 1:21.710 | +0.163     | 4  |
| 5    | 66 | Daniel Abt             | Audi Sport ABT  | 1:21.754 | +0.207     | 5  |
| 6    | 7  | Jérôme d'Ambrosio      | Dragon Racing   | 1:21.861 | +0.314     | 6  |
| 7    | 8  | Nicolas Prost          | e.dams Renault  | 1:21.911 | +0.364     | 7  |
| 8    | 6  | Loïc Duval             | Dragon Racing   | 1:21.917 | +0.370     | 8  |
| 9    | 30 | Stéphane Sarrazin      | Venturi         | 1:21.978 | +0.431     | 9  |
| 10   | 27 | Jean-Éric Vergne       | Andretti        | 1:22.015 | +0.468     | 10 |
| 11   | 18 | Vitantonio Liuzzi      | Trulli          | 1:22.032 | +0.485     | 11 |
| 12   | 28 | Scott Speed            | Andretti        | 1:22.096 | +0.549     | 12 |
| 13   | 99 | Nelson Piquet, Jr.     | China Racing    | 1:22.310 | +0.763     | 13 |
| 14   | 3  | Jaime Alguersuari      | Virgin Racing   | 1:22.395 | +0.848     | 14 |
| 15   | 2  | Sam Bird               | Virgin Racing   | 1:22.437 | +0.890     | 15 |
| 16   | 77 | Salvador Durán         | Amlin Aguri     | 1:22.444 | +0.897     | 16 |
| 17   | 88 | Charles Pic            | China Racing    | 1:22.464 | +0.917     | 17 |
| 18   | 21 | Bruno Senna            | Mahindra Racing | 1:22.575 | +1.028     | 18 |
| 19   | 55 | António Félix da Costa | Amlin Aguri     | 1:22.586 | +1.039     | 19 |
| 20   | 5  | Karun Chandhok         | Mahindra Racing | 1:22.803 | +1.256     | 20 |

## Carrera

### Resultados
| Pos. | Nº | Piloto                 | Equipo          | Vtas. | Tiempo/Retirado | P. | Pts. |
| ---- | -- | ---------------------- | --------------- | ----- | --------------- | -- | ---- |
| 1    | 7  | Jérôme d'Ambrosio      | Dragon Racing   | 33    | 48:26.566       | 6  | 25   |
| 2    | 9  | Sébastien Buemi        | e.dams Renault  | 33    | +2.433          | 3  | 18   |
| 3    | 6  | Loïc Duval             | Dragon Racing   | 33    | +3.508          | 8  | 15   |
| 4    | 99 | Nelson Piquet, Jr.     | China Racing    | 33    | +3.975          | 13 | 14*  |
| 5    | 23 | Nick Heidfeld          | Venturi         | 33    | +13.046         | 4  | 10   |
| 6    | 30 | Stéphane Sarrazin      | Venturi         | 33    | +13.335         | 9  | 8    |
| 7    | 27 | Jean-Éric Vergne       | Andretti        | 33    | +13.678         | 10 | 6    |
| 8    | 2  | Sam Bird               | Virgin Racing   | 33    | +14.055         | 15 | 4    |
| 9    | 18 | Vitantonio Liuzzi      | Trulli          | 33    | +15.636         | 11 | 2    |
| 10   | 8  | Nicolas Prost          | e.dams Renault  | 33    | +16.602         | 7  | 1    |
| 11   | 55 | António Félix da Costa | Amlin Aguri     | 33    | +16.797         | 19 |      |
| 12   | 3  | Jaime Alguersuari      | Virgin Racing   | 33    | +20.594         | 14 |      |
| 13   | 28 | Scott Speed            | Andretti        | 33    | +21.149         | 12 |      |
| 14   | 66 | Daniel Abt             | Audi Sport ABT  | 33    | +23.688         | 5  |      |
| 15   | 88 | Charles Pic            | China Racing    | 33    | +25.491         | 17 |      |
| 16   | 77 | Salvador Durán         | Amlin Aguri     | 33    | +44.157         | 16 |      |
| 17   | 21 | Bruno Senna            | Mahindra Racing | 33    | +46.257         | 18 |      |
| 18   | 5  | Karun Chandhok         | Mahindra Racing | 33    | +52.703*        | 20 |      |
| 19   | 10 | Jarno Trulli           | Trulli          | 31    | Brakes          | 1  | 3*   |
| DSQ  | 11 | Lucas di Grassi        | Audi Sport ABT  | 33    | Disqualifed     | 2  |      |

Notas:
- - Karun Chandhok recibió 28 segundos de penalización por uso excesivo de energía.
- - Tres puntos para el que marcó la pole position (Jarno Trulli).
- - Dos puntos para el que marcó la vuelta rápida en carrera (Nelson Piquet, Jr.).
- - Lucas di Grassi fue descalificado por usar componentes no estandarizados.